# Eisenbahnunfall von Qaliub
Der Eisenbahnunfall von Qalyub war ein Auffahrunfall, bei dem am 21. August 2006 bei der ägyptischen Stadt Qalyub zwei Züge zusammenstießen. 58 Menschen kamen dabei ums Leben.

## Ausgangslage
Zwei stark frequentierte Pendlerzüge der Ägyptischen Staatsbahnen, einer von Banha und einer von al-Mansura, fuhren im morgendlichen Berufsverkehr nach Süden, auf Kairo zu. Der Zug aus Banha hielt vor dem Einfahrsignal des Bahnhofs von Qalyub, 20 km nördlich von Kairo.

## Unfallhergang
Der Zug aus Mansura fuhr mit etwa 80 km/h ebenfalls auf den Bahnhof Qalyub zu und wegen eines Defekts der Signalanlage auf den haltenden Zug aus Banha auf. Vier Personenwagen des Zuges entgleisten und überschlugen sich, ebenso die Lokomotive des Zuges aus Mansura. Der Zug aus Banha begann zu brennen.

## Folgen
58 Menschen starben, darunter der Lokomotivführer des Zuges aus Mansura, 140 wurden verletzt.
Hanafi Abdel Qawi, Direktor der Ägyptischen Staatsbahnen, wurde aufgrund des Unfalls entlassen. 14 Angestellte der Bahngesellschaft wurden wegen grob fahrlässigen Verhaltens angeklagt und zu Gefängnisstrafen verurteilt, weil sie versäumt hatten, die defekte Signalanlage zu reparieren.